# David Zalzman
David Alejandro Zalzman Guevara (Maracay, Aragua, Venezuela; 4 de marzo de 1996) es un futbolista venezolano que juega como centrocampista en Metropolitanos FC de la Primera División de Venezuela.

## Trayectoria

### Inicios
Comenzó la práctica del fútbol con la "Academia Franco Rizzi", teniendo muy buenas actuaciones que lo llevan al Fútbol Club Barcelona para formar parte del Cadete "A" con solo 12 años de edad. En La Masía estuvo durante 4 años, el último año en el club catalán lo paso cedido en la UE Cornellà donde tuvo más regularidad. En el 2013 decide regresar a su país de nacimiento para jugar con el Deportivo Anzoátegui.
Más tarde, pasó por los Memphis Tigers men's soccer de la Universidad de Memphis y por los Portland Timbers de la MLS antes de regresar a Venezuela, al Deportivo Táchira, en verano de 2019.

### Selección de Venezuela

#### Campeonato Sudamericano Sub-17
| Sudamericano Sub-17 | Sede      | Resultado  | Partidos | Goles |
| ------------------- | --------- | ---------- | -------- | ----- |
| Sudamericano 2013   | Argentina | Subcampeón | 7        | 0     |

#### Copa Mundial de Fútbol Sub-17 de 2013
| Mundial Sub-17 | Sede                   | Resultado    | Partidos | Goles |
| -------------- | ---------------------- | ------------ | -------- | ----- |
| Mundial Sub-17 | Emiratos Árabes Unidos | Primera fase | 3        | 0     |

## Clubes

### Profesional
| Club                                  | País           | Año       |
| ------------------------------------- | -------------- | --------- |
| Fútbol base del Fútbol Club Barcelona | España         | 2010-2012 |
| Unió Esportiva Cornellà               | España         | 2012-2013 |
| Deportivo Anzoátegui B                | Venezuela      | 2013-2014 |
| Deportivo Anzoátegui                  | Venezuela      | 2014-2015 |
| Memphis Tigers                        | Estados Unidos | 2015-2019 |
| Portland Timbers                      | Estados Unidos | 2019      |
| Deportivo Táchira                     | Venezuela      | 2019-2020 |
| Monagas SC                            | Venezuela      | 2021-2022 |
| Estudiantes de Mérida                 | Venezuela      | 2022-2023 |
| Metropolitanos FC                     | Venezuela      | 2023-     |